# Vieillissement activiste
La notion de vieillissement activiste est utilisée par les études s'intéressant au vieillissement d'un point de vue d'empowerment des aînés. Ces études participent d'un champ ayant émergé au début des années 2000 et tout récemment dans le monde francophone,. L'approche préconisée permet d'analyser comment la culture construit l'imaginaire entourant l'âge, comment l'âgisme se déploie, et comment les aînés le combattent.

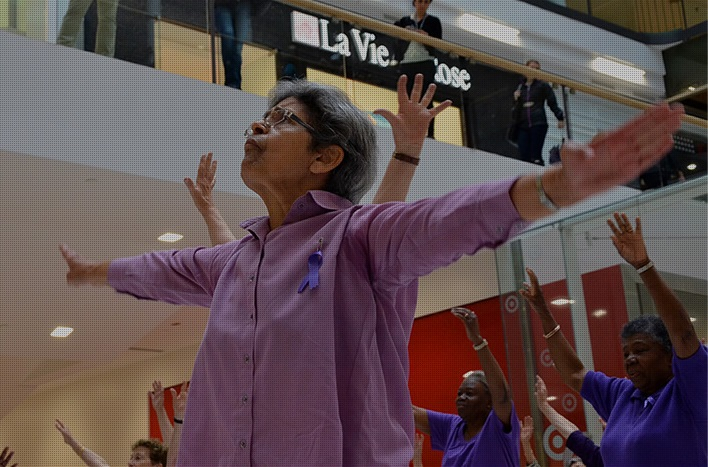
RECAA Flashmob Montreal.

## Vieillissement activiste
L’activisme des personnes âgées désigne l’engagement politique et communautaire de plusieurs d’entre elles, s’inscrivant dans une visée de changement social et politique. On peut aussi parler de leur militantisme. L’implication de divers regroupements de personnes âgées dans le domaine politique ou culturel, par exemple, vise à changer certaines conditions et attitudes à leur égard, et à faire entendre leurs voix sur des enjeux comme l’abus envers les aîné.e.s. L’engagement de ces groupes est une forme d’agentivité, qui implique les personnes âgées dans des événements (comme des marches et autres activités de revendication) et dans la création de projets (de sensibilisation, par exemple). Le vieillissement activiste est à ne pas confondre avec le vieillissement actif mis de l'avant par les gouvernements.
De plus, l'engagement des aînés concerne des causes variées, au-delà des enjeux qui les touchent directement et sans constituer du militantisme comme tel. S’engager désigne un acte de participation à une communauté, motivé par un désir d’implication, ce qui inclut également le bénévolat. Par ailleurs, ces différentes formes d’engagement seraient souvent imbriquées. Une certaine forme d'exclusion sociale est performée par la retraite, plus ou moins volontaire selon les cas, qui signifie le retrait de la vie "active", socialement valorisée. L'intégration à des activités activistes ou bénévoles maintient alors une relation de production entre les personnes âgées et la société dans son ensemble, représentant une capacité d'action hors du système marchand et une participation à la transformation sociale.

## Liste d’organisations – Québec
- Ressources Ethnoculturelle Contre L’Abus envers les Aîné(e)s (RECAA) est un groupe d’aîné(e)s montréalais(e)s de 65 à 92 ans qui visent à sensibiliser les gens envers l’abus des aînés. Par le biais du théâtre (Forum Théâtre) et plus récemment de vidéos, il se concentre sur les dilemmes spécifiques aux communautés ethnoculturelles et développant des stratégies qui respectent leurs langues et leurs cultures. Il participe à des journées comme la Journée mondiale de sensibilisation à la maltraitance des personnes âgées..
- Mémés déchaînées, faction francophone des Raging Grannies : Elles utilisent des costumes ludiques et sont connues pour leurs chansons. Elles s’affilient aux causes sociales et altermondialistes (justice sociale, protection de l'environnement, etc.) Les premiers groupes activistes des Raging Grannies ont émergé en Colombie-Britannique en 1987[6].
- Fédération de l'Âge d'Or du Québec (FADOQ).
- Forum des citoyens aînés de Montréal (FCAM), agit comme porte-parole en défendant des éléments importants aux droits, à la qualité de vie et à la participation citoyenne des aîné(e)s..
- Association québécoise de défense des droits des retraités et préretraités (AQDR) : Leurs revendications touchent les revenus, le logement, les services à domicile, l’égalité homme-femme et l’accessibilité universelle et gratuite des soins de santé et services sociaux..

## Contexte de médiatisation
Les organismes communautaires et groupes activistes sont incités à se tourner de plus en plus vers des formes de médiatisation, notamment en intégrant les technologies numériques à leurs organisations et à leurs actions. Dans le contexte où les services gouvernementaux québécois et canadiens sont offerts avant tout à travers différents « portails » internet, les citoyens de tous âges sont incités à s’y plier. Internet devient central pour les aîné.e.s qui souhaitent s’informer de leurs droits ou prendre connaissance de certains programmes. Ces organisations utilisent aussi les technologies numériques pour communiquer avec d’autres organismes, certains géographiquement éloignés, documenter leur histoire organisationnelle et leurs actions, et les utilisent dans le cadre de projets intergénérationnels, par exemple. Contrairement à certains discours sociaux âgistes qui positionnent les aînés comme « dépendants » plutôt que producteurs de contenu médiatique, cela montre une forme d’agentivité (capacité d’action) des aîné.e.s. D'autres projets abordent également la culture sans nécessairement s'inscrire dans une perspective d'usages des technologies comme l'ordinateur ; par exemple, la librairie Atwater de Montréal offre des ateliers sur la création musicale.